# Alastair Campbell
Pour les articles homonymes, voir Alastair Campbell (4e baron Colgrain) et Campbell.
Alastair John Campbell, né le 25 mai 1957 à Keighley dans le Yorkshire de l'Ouest, est un journaliste et écrivain britannique, plus connu pour avoir été le directeur de la communication et de la stratégie (souvent décrit comme spin doctor) de Tony Blair, Premier ministre du Royaume-Uni, de 1997 à 2003 avec qui il travaillait depuis 1994.

## Les premières années
Alastair Campbell est le fils du chirurgien vétérinaire Donald Campbell et de son épouse, Elizabeth, un couple d'Écossais qui avait déménagé à Keighley, dans le West Yorkshire, en Angleterre, quand le père de Campbell y était devenu associé dans un cabinet vétérinaire. Son père, qui parlait le gaélique, était originaire de Tiree, tandis que sa mère était originaire d'Ayrshire. Alastair a deux frères aînés, Donald et Graeme, et une sœur cadette, Elizabeth.
Campbell fit ses classes à l'école de la ville de Leicester, puis au Gonville and Caius College, à l'Université de Cambridge, où il étudia les langues vivantes (le français et l'allemand) et finit parmi les meilleurs. Il confessa plus tard qu'il avait écrit des dissertations entières sur des ouvrages qu'il n'avait pas toujours lus, mais dont il faisait néanmoins la critique. Il passa un an en France, dans le cadre de ses études.
Il s'intéressa par la suite au journalisme. Sa première publication était intitulée "Inter-City Ditties" ("Comptines de l'Inter-City") et elle remporta le concours des lecteurs du magazine Penthouse Forum (en), le supplément journalistique du magazine pornographique Penthouse. Ce fut le début d'une collaboration prolifique avec Forum, qui fut marquée par la publication d'articles tels que "Riviera Gigolo" ("Le gigolo de la Riviera") et "Busking with Bagpipes" ("Le petit joueur de cornemuse"), dont Campbell affirmera qu'ils étaient autobiographiques
Il fut ensuite engagé comme reporter par le Tavistock Times, où il fut affecté à la rubrique des sports, puis aux pages actualité, où sa première grosse affaire fut le naufrage du navire de secours le Penlee, qui coula avec tout son équipage, le 19 décembre 1981, au large des côtes anglaises. Ce fut au Sunday Independent, propriété du groupe Mirror, et basé à Plymouth, qu'Alastair Campbell rencontra celle qui allait devenir son épouse, Fiona Millar.
Campbell fut finalement promu au bureau de Londres du Daily Mirror, le plus grand journal de gauche de l'époque, au service politique. Toutefois, cette ascension rapide et le stress lié à ses nouvelles responsabilités le conduisirent à une pratique alcoolique.

## Traitement contre l'alcoolisme
Campbell fut admis à l'hôpital en 1986, alors qu'il était en Écosse pour couvrir la visite de Neil Kinnock à Glasgow. Il fut d'abord arrêté, puis placé en cellule de dégrisement, pour sa propre sécurité, après avoir été observé en train de se comporter d'une façon bizarre sur la voie publique. La police contacta son épouse et elle finit par laisser des amis du couple, appelés à la rescousse, prendre en charge Campbell, pour le conduire à l'Hôpital Ross Hall, une clinique privée de Glasgow, où sa femme et son père purent lui rendre visite. Pendant ses cinq jours d'hospitalisation, il reçut des calmants, et réalisa pour la première fois qu'il avait un problème avec l'alcool, après avoir vu un psychiatre. De ce jour, Campbell compta chaque jour où il n'avait pas bu d'alcool, et il n'arrêta pas de compter avant d'avoir atteint l'ordre des milliers.
Après son hospitalisation, Campbell retourna en Angleterre, préférant séjourner chez des amis, près de Cheltenham, plutôt que de retourner à Londres, où il aurait été soumis à la tentation. Il connut une phase de dépression, et refusa tout traitement médical, avant de finalement accepter les soins de son médecin de famille.

## De nouveau au travail

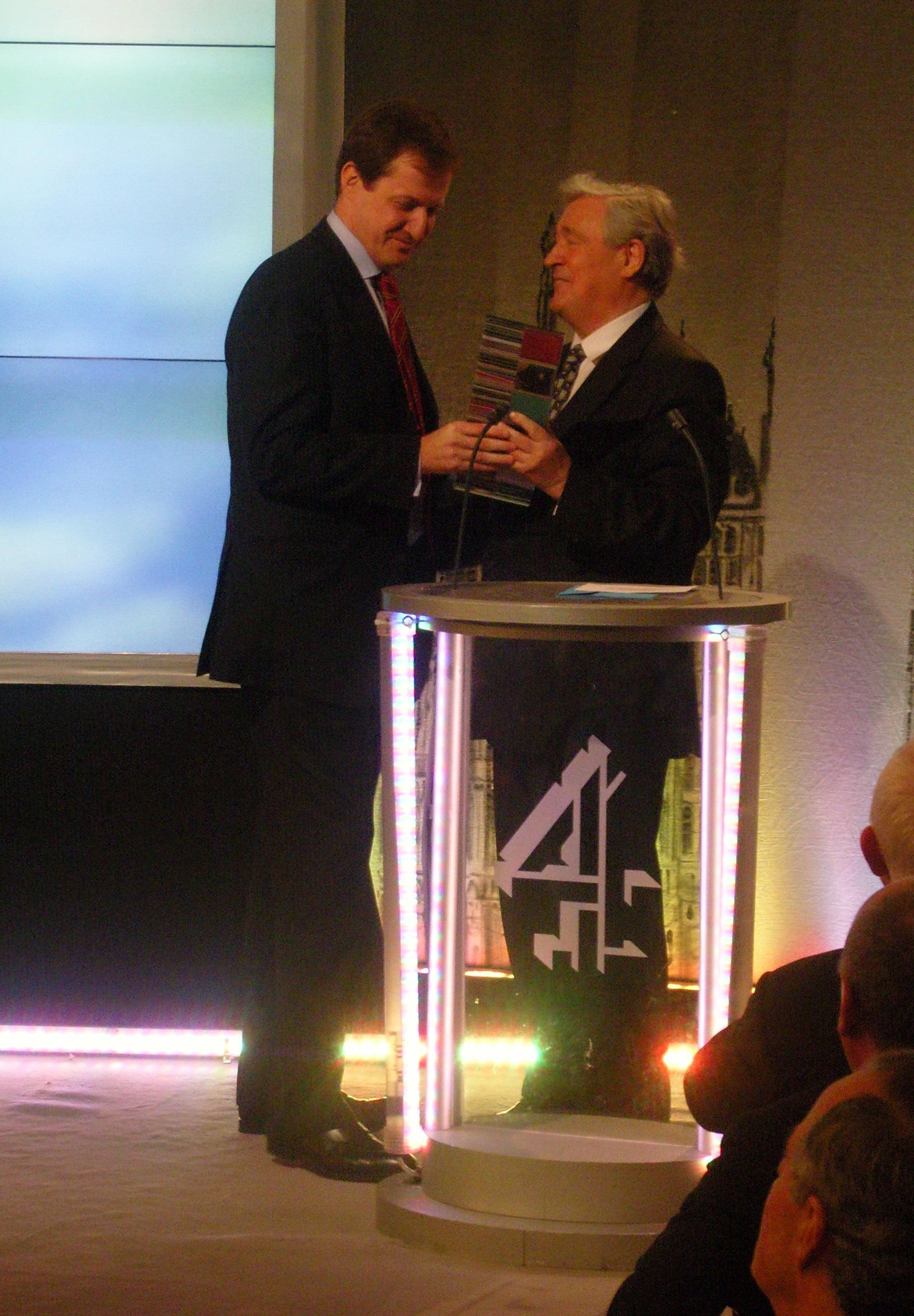
Alastair Campbell (à gauche) recevant le prix du « Livre politique de l'année » décerné par la chaîne Channel 4, le 23 janvier 2008.

Son premier fils naquit en 1987. Quand Campbell retourna au Daily Mirror, il dut accepter de tout recommencer, en bas de l'échelle, en travaillant de nuit, mais il tint bon, refit sa carrière, et accéda au poste de chroniqueur politique.
Il devint l'un des proches conseillers de Neil Kinnock, allant en vacances avec la famille Kinnock et travaillant d'une façon étroite avec Robert Maxwell. La loyauté de Campbell envers Maxwell fut démontrée lorsqu'il frappa un journaliste du Guardian, Michael White, après que ce dernier avait plaisanté sur la mort de Robert Maxwell, qui venait de se noyer dans l'Océan Atlantique, en 1991. Campbell attribua cet épisode au stress lié à la peur que lui et les autres perdent leur emploi, après la disparition du propriétaire du Daily Mirror,.
Après avoir quitté le Mirror, Campbell dirigea le service politique de Today, un tabloid en couleurs qui avait été lancé en 1986, et qui tentait de faire un virage à gauche. Il travaillait pour Today, quand John Smith mourut, en 1994. Sa notoriété était alors établie, et il aida à interviewer les trois prétendants à la succession de John Smith à la direction du Labour. Plus tard, on sut que Campbell avait déjà, à cette époque, formé des liens avec Tony Blair.

## L'engagement politique et le gouvernement
Peu après que Tony Blair emporta la bataille et devint le nouveau leader du Labour, en 1994, Campbell quitta ses fonctions de journaliste pour devenir le porte-parole du parti. Ancien alcoolique, devenu totalement abstinent, il parla en toute franchise de sa maladie à Tony Blair, qui ne la considéra pas comme un problème. Il joua un rôle clé dans les élections législatives de 1997, travaillant avec Peter Mandelson pour coordonner la campagne du Labour.
Il entra au gouvernement après la victoire du Labour, en 1997, et devient le secrétaire à la presse du Premier ministre, un poste qu'il occupa jusqu'en 2000, où il devint le Directeur de la communication de Tony Blair, ce qui lui conférait un rôle stratégique, puisqu'il supervisait l'ensemble de la communication gouvernementale. Il fut, à cette époque, sponsorisé par le président américain George W. Bush, pour concourir au marathon de Londres, au bénéfice de la recherche contre la leucémie.
Il est alors le principal architecte de la stratégie de Tony Blair visant à récupérer des idées et des propositions de l'opposition tory pour élargir la base électorale du New Labour, stratégie qui connut une relative efficacité.

## La guerre en Irak
Au début de l'année 2003, Campbell joua un rôle de conseiller dans la présentation du "Dossier irakien". Interrogé à cette époque sur les fameuses "armes de destruction massive en Irak", il répondit : "Allons, vous ne pensez pas sérieusement que nous n'allons rien trouver ?". Il démissionna de son poste au gouvernement en août 2003, après l'audition de Tony Blair dans le cadre de l'enquête de la commission Hutton sur la mort de David Christopher Kelly.

## Après les années Blair
Campbell travailla de nouveau pour le Labour lors des élections législatives de mai 2005. Puis Clive Woodward le recruta pour diriger les relations avec la presse de la tournée de l'équipe nationale de rugby, en Nouvelle-Zélande, en 2005. Campbell écrivit une colonne dans le Times tout au long de cette tournée. 
Au cours de ses années au 10 Downing Street, résidence du premier ministre britannique, Campbell avait tenu un journal, qui, disait-on, comptait plus de 2 millions de mots. Des extraits choisis furent publiés le 9 juillet 2007, sous le titre The Blair Years (Les Années Blair). Dans la couverture presse qui suivit la parution du livre, des extraits que Campbell avait choisi de ne pas révéler, notamment sur les relations entre Tony Blair et Gordon Brown, furent publiés. Comme il l'indique dans l'introduction de son livre, Campbell, même s'il avait l'intention de publier un jour l'intégralité de son journal, ne souhaitait ni compliquer les choses pour Brown, qui venait d'être élu premier ministre ni nuire à l'image du Labour.
Campbell a aujourd'hui son propre site web, où il tient un blog, et il collabore à plusieurs autres sites à vocation humanitaire.
En octobre 2008, Campbell avait raconté l'histoire de sa maladie, de son addiction, à la télévision, dans un documentaire, dans le but secondaire de lutter contre la mauvaise image associée à la maladie mentale. Il en tira un livre, publié en avril 2009 sous le titre All in the Mind et publié en français par Albin Michel sous le titre Tout est dans la tête.
Campbell apparut aussi en avril 2009 sur la BBC2, dans la série The Speaker, où il donnait ses conseils sur l'art de convaincre.
C'est un supporter de toujours du Burnley Football Club.
Il collabore à la campagne électorale d'Emmanuel Macron en 2017.

## Portraits à l'écran
Un personnage régulier du programme télévisé satirique Bremner, Bird and Fortune, joué par Andrew Dunn, est inspiré d'Alastair Campbell. Le programme met en scène ses discussions avec Tony Blair, joué par Roy Bremner.
En 2005, Campbell a été joué par Jonathan Cake dans le téléfilm The Government Inspector (« l'inspecteur du gouvernement ») diffusé par Channel 4 et consacré à l'affaire David Christopher Kelly.
L'année suivante, il est interprété par Mark Beazley dans le film The Queen de Stephen Frears.
Alex Jennings, qui joue le prince Charles dans The Queen, a interprété Campbell dans un téléfilm intitulé A Very Social Secretary (« Un secrétaire très social »).
Il semble aussi que le personnage de Malcolm Tucker, dans la série britannique satirique The Thick of It, diffusée par la BBC, soit lointainement inspirée de Campbell. Tucker, joué par Peter Capaldi, est célèbre pour ses répliques courtes et cinglantes. Campbell lui-même n'aimerait pas être associé publiquement avec un personnage tellement monstrueux que l'une des répliques où il se montre le plus courtois est, s'adressant à son assistant, Oliver Reader, joué par Chris Addison : « Si tu ne vas pas me chercher du fromage, je t'arrache la tête et je te fais une ablation de la colonne vertébrale ». Dans une interview accordée à Mark Kermode, dans l’émission The Culture Show, sur la chaîne BBC 2, Campbell a expressément refusé d’être associé à ce personnage. On le retrouve dans le film In the Loop, inspiré de la série, toujours interprété par Capaldi.